# بيتر فيلبس (سياسي)
بيتر فيلبس (بالإنجليزية: Peter Phelps)‏ هو سياسي أسترالي، ولد في 7 مايو 1968 في أستراليا. حزبياً، نشط في الحزب الليبرالي الأسترالي. وقد انتخب عضو المجلس التشريعي نيو ساوث ويلز.